# اروين ليندفاي
اروين ليندفاي (بالمجرية: Lendvai Ervin)‏ (و. 1882 – 1949 م) هو قائد الأوركسترا، وملحن، وقائد جوقة مجري، ولد في بودابست، توفي عن عمر يناهز 67 عاماً.

## التعليم
تعلم في أكاديمية الموسيقى، فرانس- ليزتست
.